# BMS-202
BMS-202是一种含氮有机化合物，分子式C
25H
29N
3O
3，为百时美施贵宝研发的小分子PD-1/PD-L1抑制剂，用于治疗胶质母细胞瘤（GBM）。